# Tigris hadművelet (1994)
A Tigris hadművelet (bosnyákul: Operacija Tigar 94) egy katonai offenzíva volt, melyet 1994 nyarán a Bosznia-Hercegovinai Köztársaság Hadserege (ARBiH) a Nyugat-Bosznia Autonóm Tartomány (vezetője Fikret Abdić) és szerb támogatói, a Krajinai Szerb Köztársaság hadserege (SVK) és a Boszniai Szerb Köztársaság hadserege (VRS) ellen hajtott végre. A csata nagy győzelmet hozott az ARBiH számára, amely Abdić haderejét teljesen szétverte és elfoglalta Nyugat-Bosznia területét. Fikret Abdić 1994 novemberében a Pók hadművelet keretében tudta visszafoglalni a területet.

## Háttér
Az 1990-es évek elején létezett egy nyugat-boszniai „muzulmán” enklávé, amelyet az ARBiH parancsnokának, Atif Dudakovićnak a vezetése alatt a boszniai kormányerők tartottak ellenőrzésük alatt. A régiót, annak ellenére, hogy délnyugati részén horvát lakosság élt, szerencsére elkerülték az egykor szövetséges Horvát Védelmi Tanács (HVO) erői és boszniai kormányerők (ARBiH) közötti, a jobbára Bosznia középső részét sújtó harcok. Ez azonban az egyetlen dolognak bizonyult, ami a nyugati enklávénak kedvezett. Amellett, hogy a szerb erők teljesen körülvették őket (a Krajinai Szerb Köztársaság nyugatról és a Boszniai Szerb Köztársaság keletről), az enklávé erőinek meg kellett küzdeniük Nyugat-Bosznia Autonóm Tartománnyal és annak vezetőjével, Fikret Abdićtyal is.

### A Nyugat-Boszniai Autonóm Tartomány
A Nyugat-Boszniai Autonóm Tartomány egy de facto független területi egység volt, amely a mai Bosznia-Hercegovina nyugati enklávéjában 1993 és 1995 között létezett. Fővárosa Velika Kladuša volt. 1993-ban Fikret Abdić, aki egykor az Agrokomerc cég elnöke volt, úgy döntött, hogy Bosznia területéből kihasít egy kis államot magának, és sikerült annyi követőt toboroznia, hogy álmát valóra váltsa. Abdić úgy tudta megtartani a hatalmat miniállamában, hogy hívei felett kultuszszerű propagandatechnikákat, valamint a szerb fegyvereket és katonai kiképzést alkalmazott. A jelentések szerint Velika Kladusa helyi lakosai túlzott ragaszkodással követték Abdićot, és „készek voltak megtenni mindent, amit mond.” Annak ellenére, hogy teljesen körülvették és folyamatosan zaklatták a szerb erők, Abdić követői, a Bosznia-Hercegovinai Köztársaság hadseregének 5. (öt gyalogdandár erősségű) hadteste által védett nyugati enklávé meg tudta tartani magát, sőt részben Atif Dudaković vezetésének köszönhetően még némi sikert is el tudott érni. 1994 nyarára Dudaković kidolgozott egy tervet Nyugat-Bosznia Autonóm Tartomány felszámolására.

## A hadművelet végrehajtása
A tervet Dudaković és az 5. hadtest 502. dandár parancsnoka, Hamdija Abdić (más néven „Tigar”, nincs kapcsolata Fikret Abdićtyal) dolgozta ki. Hamdija teljes titokban, elégedetlen katonai parancsnokként kereste meg Fikret Abdićot, mint aki a megfelelő fizetségért hajlandó eladni neki szolgálatait. Fikret Abdić gyanakodott, de úgy döntött, hogy kockáztat, és nagy összeget adott Hamdijának megígérve, hogy ha harcok törnek ki, támogatni fogja Hamdija puccskísérletét. Hamdija azonnal értesítette Dudakovićot, aki elrendelte, hogy minden segélyszervezet dolgozóját zárják be szállására, és gumikupacokból gyújtsanak nagy tüzeket, hogy azok égő épületek illúzióját keltsék. Aztán Dudaković azt mondta megdöbbent katonáinak, hogy mintha egy láthatatlan ellenséggel harcolnának, tüzeljenek a levegőbe.
Fikret Abdić és szerb támogatói távolról figyelve látták a füstöt és hallották a lövöldözést, miközben hallgatták, amint a segélyszolgálatok dolgozói üvöltöztek a rádiócsatornákon keresztül, hogy engedjék ki őket. Feltételezve, hogy folyamatban levő katonai puccsot látnak, azonnal beküldték legjobb fegyvereseiket Hamdija Abdić támogatására. Abdićot csapdába csalták, és Dudaković, valamint a hozzá még mindig hűséges 5. hadtest erői gyors megadására kényszerítették őket, és elvették a számukra nagyon szükséges fegyvereiket. A szerb VRS-t és az SVK-t feldühítette Fikret Abdić viselkedése, de ami megmaradt demoralizált csapataikból, annak szembe kellett néznie Dudaković megerősödött 5. hadtestének támadásával, akik gyorsan el is zavarták őket.

## Következmények
Fikret Abdić 1994 novemberében a Pók hadművelet keretében tudta visszafoglalni a területet, melyet 1995-ben átneveztek „Nyugat-Boszniai Köztársaságra”. Az 1995-ös Vihar hadművelet következtében a Nyugat-Bosznia Köztársaság feloszlott, erőit legyőzték, és területét a Bosznia-Hercegovinai Föderációhoz (jelenleg Una-Sana kanton) csatolták. Fikret Abdićot letartóztatták, majd a háború után a Bosznia-Hercegovinai Köztársasághoz hűséges bosnyákok elleni háborús bűncselekményekért elítélték. Bosznia-Hercegovina kormánya 121 civil és három hadifogoly halálával, valamint 400 civil megsebesítésével vádolta meg Bihácsi régióban. Horvátország, ahol menedéket keresett, nem volt hajlandó kiadni, de ott bíróság is elé állították. 2002-ben 20 év börtönbüntetésre ítélték a „Bihácsi zseb” környékén elkövetett háborús bűnök miatt.  2005-ben a horvát legfelsőbb bíróság a büntetést 15 évre mérsékelte.
A horvát és a bosnyák erők további jelentős nyugat-boszniai ellentámadásainak, beleértve a horvát Misztrál–2 hadműveletet (1995. szeptember) és a boszniai Szana hadműveletet (1995. október), valamint a boszniai szerbek NATO általi bombázásának köszönhetően a daytoni békeszerződés aláírása véget vetett a további offenzíváknak. Horvátország és Bosznia-Hercegovina ezen területeinek szerb lakossága keletre, Banja Lukába és Vajdaságig és Koszovóig menekült. Az ENSZ becslése szerint csak Horvátországból 150 000-200 000 szerb menekült el. A Nyugat-Boszniából érkező szerb menekültek száma nem ismert.

## Fordítás
- Ez a szócikk részben vagy egészben  az   Operation Tiger (1994) című angol Wikipédia-szócikk ezen változatának fordításán alapul.  Az eredeti cikk szerkesztőit annak laptörténete sorolja fel. Ez a jelzés csupán a megfogalmazás eredetét és a szerzői jogokat jelzi, nem szolgál a cikkben szereplő információk forrásmegjelöléseként.